# Jamar Loza
Jamar Kasheef Loza (ur. 10 maja 1994 w Kingston) – jamajski piłkarz występujący na pozycji napastnika w Norwich City.